# 粗齿鹑螺
粗齿鹑螺（学名：Malea pomum），是异足目鹑螺科蘋果鶉螺屬的一种。主要分布于印度尼西亚、中国大陆、台湾，常栖息在潮间带至水深20米。